# Trận đèo Bonari
Trận đèo Bonari (tiếng Nhật:母成峠の戦い) là một phần của Chiến tranh Boshin, diễn ra vào ngày 6 tháng 10 năm 1868 (lịch Gregorian), hay ngày 21 tháng 8 (âm lịch). Đèo Bonari là con đường chiến lược tiến vào các phiên ở Aizu.
Trận đánh giữa lực lượng hỗn hợp 700 quân-bao gồm quân lính của Mạc phủ cũ (Denshutai và Shinsengumi) do Otori Keisuke và Hijikata Toshizo chỉ huy, quân lính Aizu, và quân lính của nhiều phiên phía Bắc- với 2.000 quân ủng hộ triều đình. Bị vượt trội về số lượng, quân Shogun phải rút lui về phía Bắc đến Sendai, nơi hạm đội của Enomoto Takeaki đưa họ di tản đến Hokkaidō. Điều này khiến Aizu rơi vào tình thế nguy hiểm, thuận lợi cho đường tiến của quân triều đình.
3 ngày sau, quân triều đình tiến đến thành Wakamatsu và bao vây nó, một hành động quan trọng dẫn đến Trận Aizu.